# Décès en 1311
Décès
- 1307
- 1308
- 1309
- 1310
- 1311
- 1312
- 1313
- 1314
- 1315

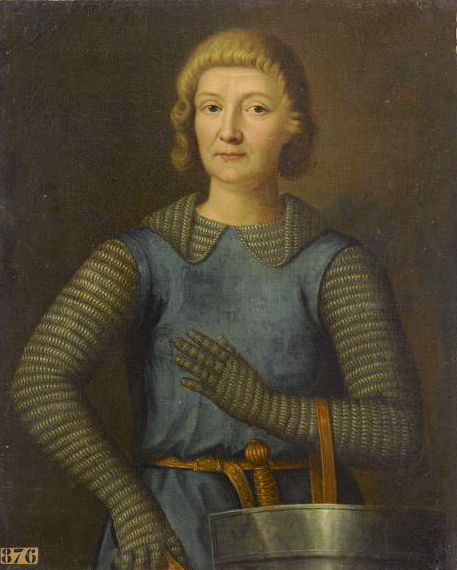
Enguerrand IV de Coucy, mort en 1311.

Cette page dresse une liste de personnalités mortes au cours de l'année 1311 :
- 27 janvier[1] : Qaïchan (ou Khaichan), grand Khan des Mongols, à l’âge de 31 ans.
- février : Henry de Lacy, 3e comte de Lincoln et baron de Pontefract.
- 7 février : Qotb al-Din Chirazi, médecin, astronome, mathématicien, philosophe, théologien, également soufi et poète perse.
- 24 février: Guilhem Ruffat de Fargues, cardinal français.
- 15 mars : Gautier V de Brienne, comte de Brienne et de Lecce puis duc d'Athènes.
- 29 mai : Jacques II de Majorque, roi de Majorque.
- 13 août : Pietro Gradenigo, 49e doge de Venise.
- 5 septembre : Amadé Aba, oligarque hongrois du royaume de Hongrie qui prit de facto le contrôle de régions au nord et au nord-est du royaume (correspondant de nos jours à des parties de la Hongrie, de la Slovaquie et de l'Ukraine).
- 12 septembre : Bertrand des Bordes, cardinal français.
- 17 septembre : Raoul Grosparmi, évêque d'Orléans.
- 13 octobre : 
  - Enguerrand IV de Coucy, vicomte de Meaux, seigneur de Coucy, de Montmirail,  Crèvecœur, d'Oisy, de Marle, de La Fère, de Crépy et de Vervins.
  - Aymon de Quart, évêque de Genève.
- 3 novembre[2] : Hōjō Morotoki, dixième shikken du bakufu Kamakura, il dirige le Japon de 1301 à 1311.
- 12 novembre : Robert de Coucy, architecte champenois, dont l'œuvre principale est la cathédrale Notre-Dame de Reims.
- 29 novembre : Alboino della Scala, condottiere et un homme politique italien.
- 6 décembre : Hōjō Sadatoki, neuvième shikken (régent) du shogunat de Kamakura et tokusō (chef du clan Hōjō) de sa nomination comme shikken.
- 7 décembre : Leonardo Patrasso, cardinal italien.
- 10 décembre : Étienne de Suisy, dit le cardinal de Bruges, cardinal français.
- 14 décembre : Marguerite de Brabant, reine de Germanie.

- Jehan d'Arrabloy, seigneur d'Arrabloy, sénéchal du Périgord et du Quercy pendant le règne de Philippe le Bel.
- Marguerite d'Artois, comtesse consort d'Évreux.
- Jean de Hesse, landgrave de Hesse.
- Béatrice de Montfort, comtesse de Montfort.
- Gui de Namur, aussi nommé Gui de Richebourg, comte de Zéland.
- Guillaume de Termonde, ou Guillaume VI de Dampierre, seigneur de Crèvecœur, de Richebourg et de Termonde.
- Arnaud de Villeneuve, médecin et théologien Catalan.
- Giorgio Ier Ghisi, seigneur de Tinos et Mykonos, baron de Chalandritsa et tiercier d'Eubée.
- Ibn Mansur, encyclopédiste arabe (Égypte).
- Eudoxie Lascaris, dit le Philosophe, empereur byzantin de Nicée.
- Hkun Law, deuxième souverain du Royaume d'Hanthawaddy, en Basse-Birmanie.
- Siegfried von Feuchtwangen, 15e grand maître de l'ordre Teutonique.

## Crédit d'auteurs
- Cet article est partiellement ou en totalité issu de l'article intitulé « 1311 » (voir la liste des auteurs).